# Iberiska halvön

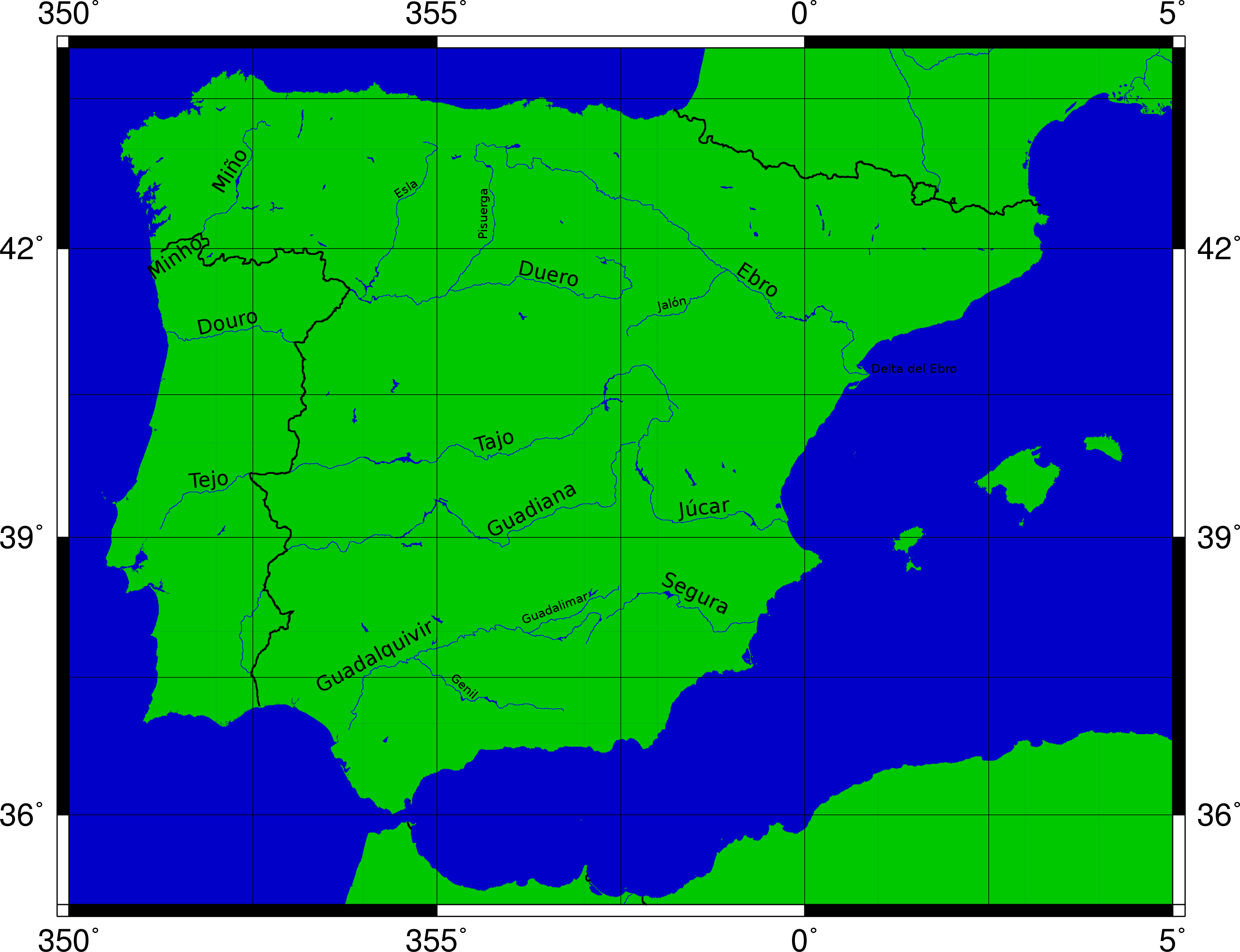
Karta över Iberiska halvön med de största floderna utmärkta.

Iberiska halvön (spanska och portugisiska: Península Ibérica), eller Pyreneiska halvön, är en halvö i sydvästra Europa, bestående av de självständiga staterna Spanien, Portugal och Andorra, det brittiska territoriet Gibraltar och en del av det franska departementet Pyrénées-Orientales. Halvön är, med en areal av 583 254 km², den näst största i Europa efter Skandinaviska halvön.
Halvön avgränsas mot syd och öst av Medelhavet och mot väst och norr av Atlanten. I nordöst bildar bergskedjan Pyrenéerna gräns mot Frankrike. Längst i söder separerar Gibraltar sund halvön från Afrika (Marocko) och spanska exklaven Ceuta.
Namnet "iberiska" kommer av ibererna, ett folkslag som bodde på halvön innan den införlivades med Romarriket. Namnet "pyreneiska" kommer av Pyrene, en nymf i den grekiska mytologin.
Hispania var romarnas benämning på Pyreneiska halvön och sannolikt dess äldsta namn.

## Bilder

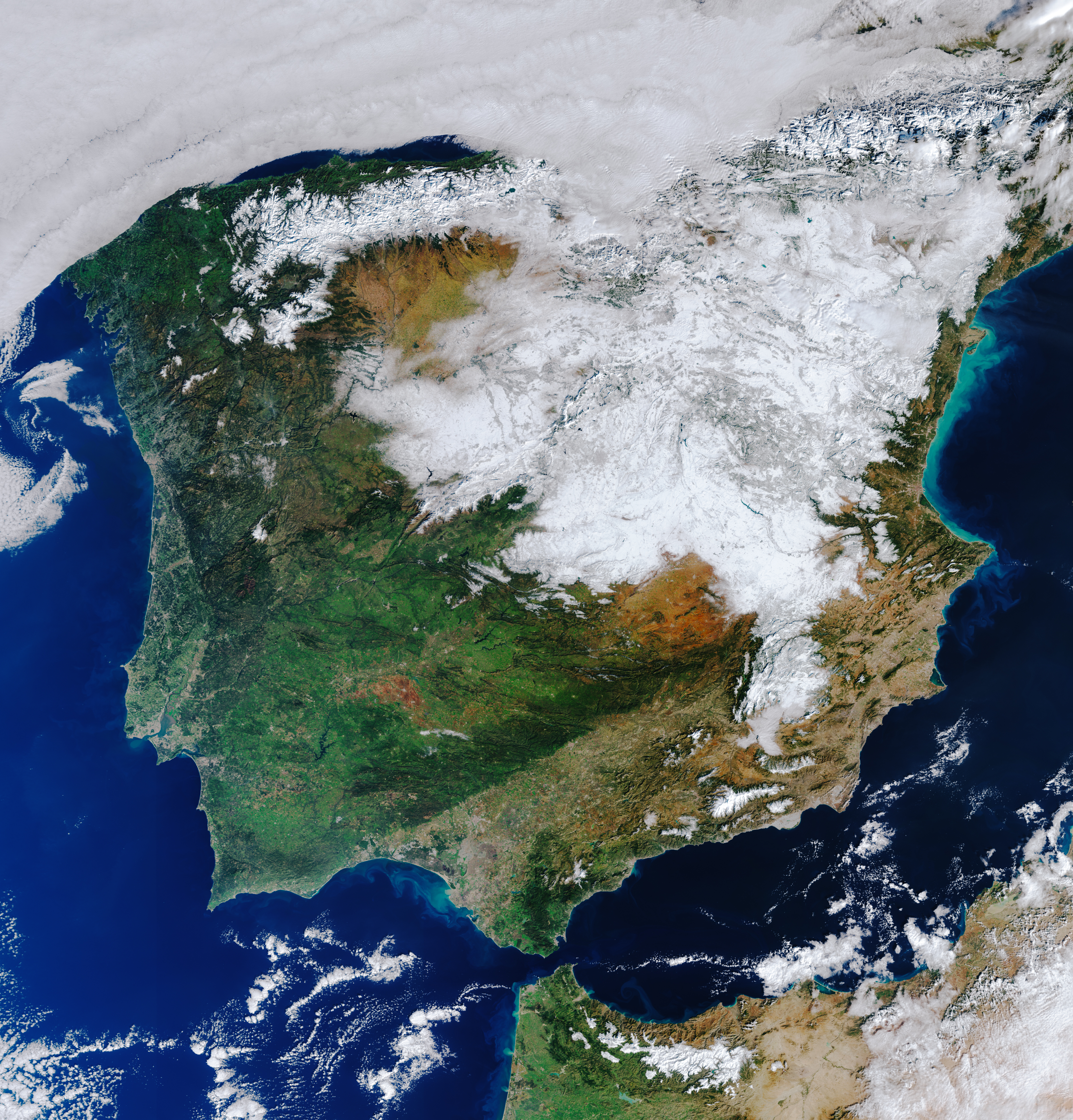
Satellitbild över halvön med snötäckta delar efter stormen Filomena
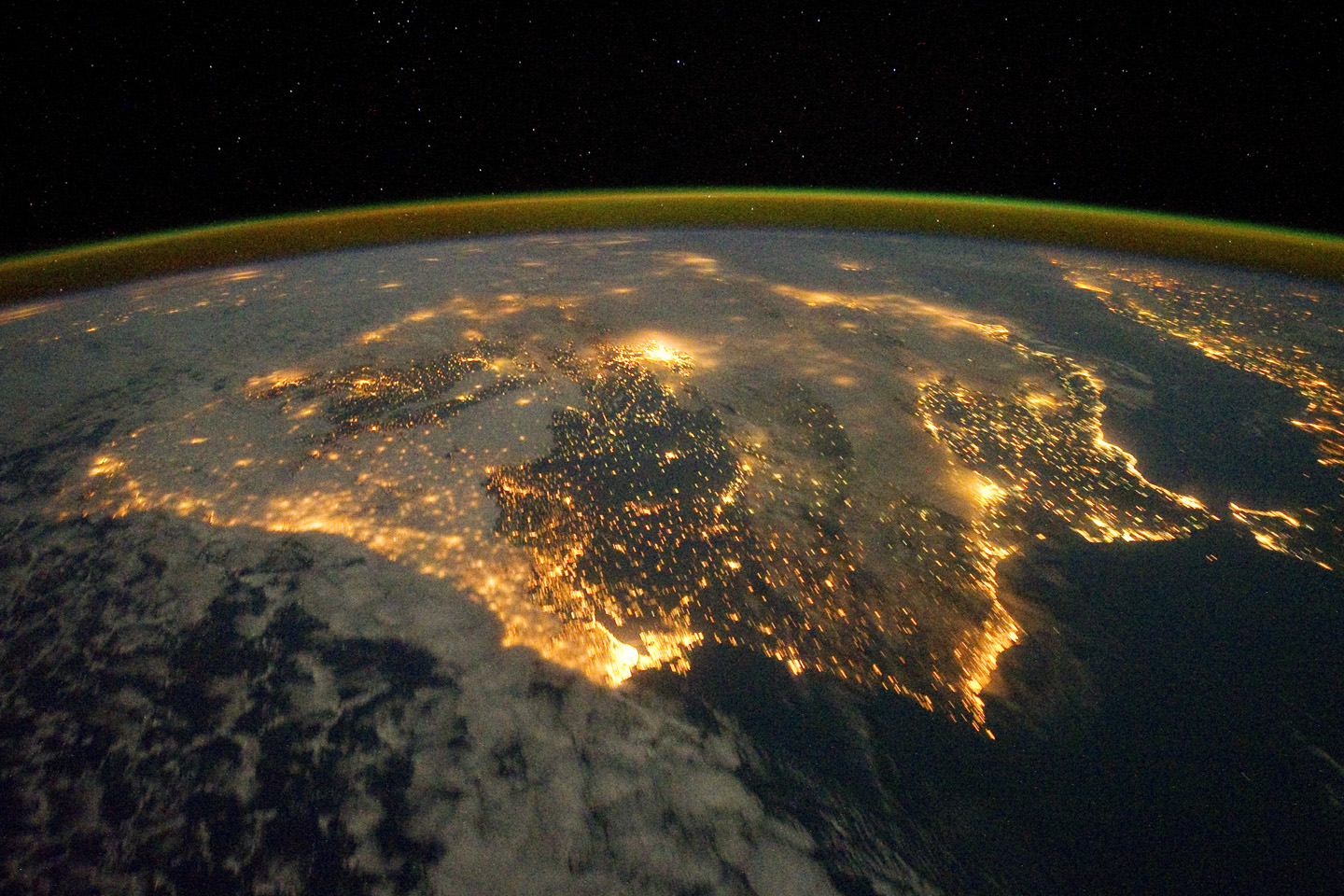
Halvön på natten
Iberiska halvön i Europa
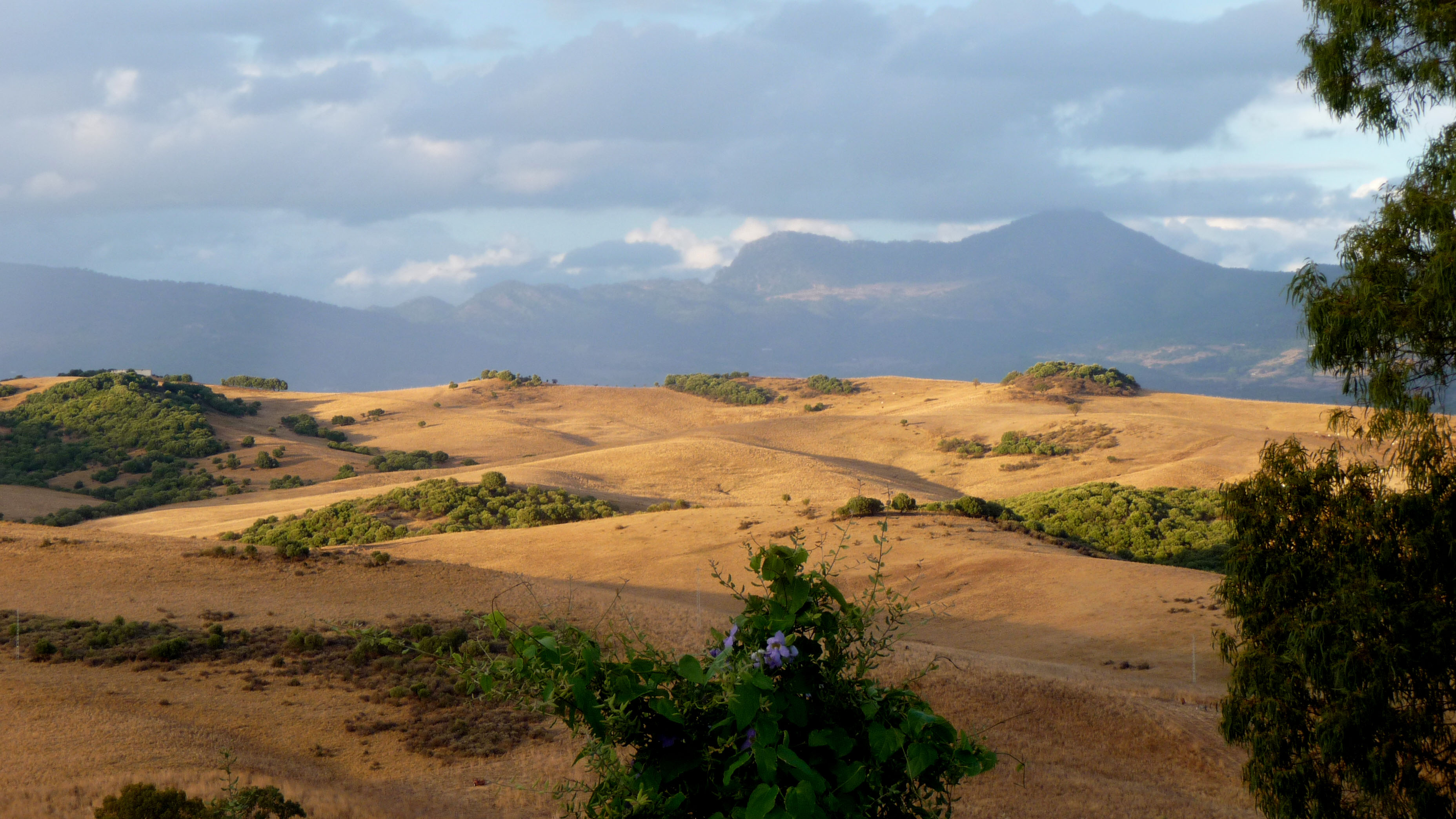
Iberiskt landskap
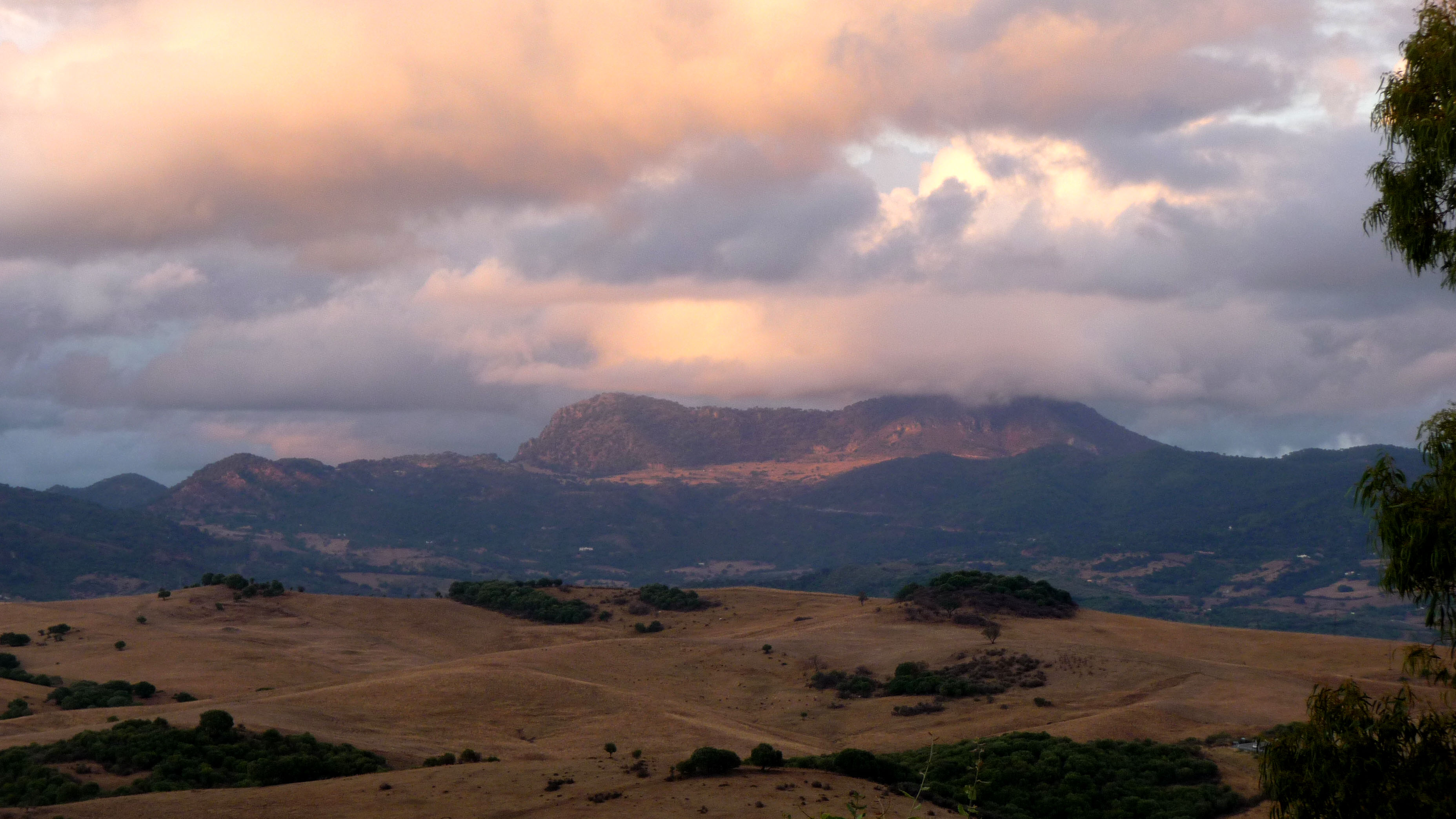
Iberiskt landskap
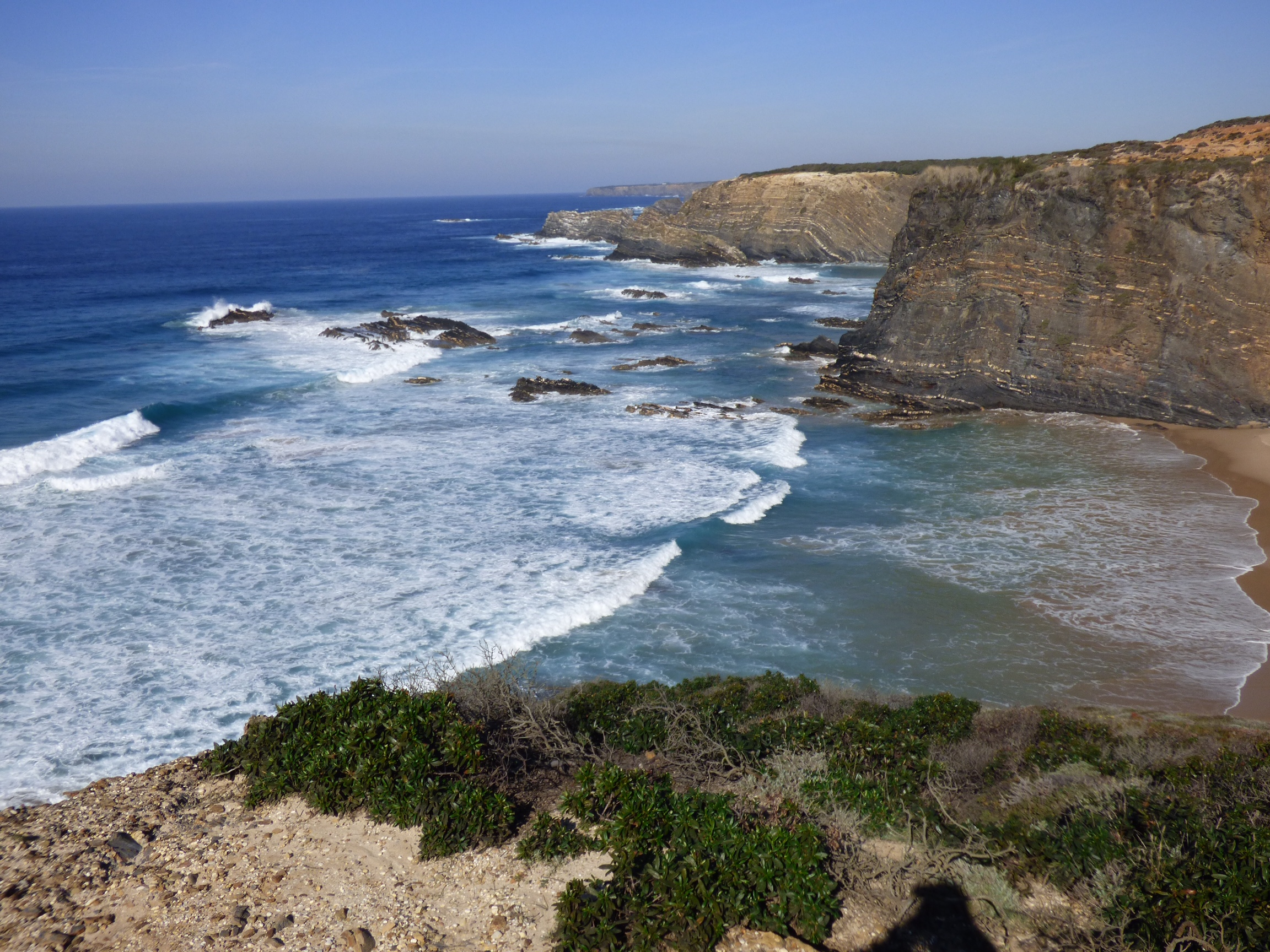
Västkusten